# ОКА-Т-МКС
ОКА-Т (ОКА-Т, автономный технологический модуль) — первый модуль российской орбитальной станции, запуск планировался на 2017 год, а затем перенесен. Изначально модуль предназначался для МКС, но в связи с отставанием в графике пусков новых российских модулей было заявлено, что Россия планирует создание своей орбитальной станции и модуль будет запущен к ней в 2024 году.

## История
Конкурс на Автономный технологический модуль второго этапа объявленный 15 октября 2012 года Роскосмосом был признан несостоявшимся, ввиду того что была получена только одна заявка. Контракт на разработку был заключён с единственным участником — РКК «Энергия».
В июне 2013 года директор пилотируемых программ ЕКА Томас Райтер, сообщил о том что агентство заинтересовано в участии в проекте и уже ведет переговоры с Роскосмосом.
1 декабря Дмитрий Рогозин сообщил, что Роскосмос планирует выйти из проекта МКС, так как это можно считать «пройденным этапом» и заявил о создании собственной небольшой орбитальной станции, первым модулем которой и будет ОКА-Т.
По состоянию на 2025 год проект МКС продлен до 2030 года. Работа над модулем ОКА-Т пока не началась.

## Характеристики
Согласно техническому заданию, автономный модуль должен состоять из:
- герметичного отсека
- научной лаборатории
- шлюзовой камеры
- стыковочного узла
- негерметичного отсека для экспериментов в условиях открытого космоса.

Закладываемая масса научного оборудования — около 850 килограммов, как внутри аппарата, так и на его внешней поверхности.
Время автономной от МКС работы от 90 до 180 суток.